# Sobral-Halbinsel
Die Sobral-Halbinsel ist eine hoch aufragende und hauptsächlich vereiste Halbinsel an der Nordenskjöld-Küste des westantarktischen Grahamlands. Mit einer Länge von 18 km und einer Breite von 8 km bildet sie die westliche Begrenzung des Larsen Inlets und trennt dieses von der Mundraga Bay.
Das UK Antarctic Place-Names Committee benannte sie 1963 in Anlehnung an die Benennung des Kap Sobral am südlichen Ende der Halbinsel. Dessen Namensgeber ist der Argentinier José María Sobral (1880–1961), Teilnehmer der Schwedischen Antarktisexpedition (1901–1903) unter der Leitung Otto Nordenskjölds.
Nach Lincoln Ellsworths Antarktisflug von 1935 wurde die Halbinsel lange Zeit für eine Insel gehalten und 1963 vom Hydrographischen Institut der chilenischen Marine Isla Chandler genannt, nach Alberto Chandler Baunen, der als Besatzungsmitglied und Meteorologe der argentinischen Korvette Uruguay 1903 an der Rettung der Schiffbrüchigen der Schwedischen Antarktisexpedition beteiligt war – in Unkenntnis der inzwischen vom britischen Falkland Islands Dependencies Survey (FIDS) entdeckten Landverbindung, welche erst 1964 veröffentlicht wurde.